# Боротися до кінця
«Боротися до кінця» (англ. A Fight to the Finish) — американська драма режисера Чарльза С. Коулмена 1937 року.

## У ролях
- Дон Террі — Дюк Маллор
- Розалінд Кіт — Еллен Амес
- Ворд Бонд — Едді Гокінс
- Джордж Маккей — Спідсі
- Вейд Ботелер — А. К. Макдональд
- Люсіль Ланд — Мейбл
- Том Чаттертон — Мейберрі
- Іван Міллер — капітан Джеймісон
- Френк Шерідан — начальник в'язниці
- Гарольд Гудвін — Генрі